# Бернхард III фон Вьолпе
Бернхард III фон Вьолпе (на немски: Bernhard III von Wölpe; * 1230 – 1240; † 17 септември 1310) е имперски граф на Вьолпе и архиепископ на Магдебург (1279 – 1282) и на Бремен (1307 – 1310).

## Живот
Той е син на граф Конрад II фон Вьолпе (син на Бернхард II фон Вьолпе) и на Салома (родена графиня фон Вунсторф).
На 15 май 1255 г. Бернхард III става домхер в Магдебург, на 1 май 1272 домкелнер, на 14 юли 1275 пропст на Милдензе (Ненбург) и на 16 юни 1276 г. архидякон на Валдезер.
През 1279 г. той е избран за архиепископ на Магдебург. Понеже е под натиска на маркграф Ото IV фон Бранденбург, през 1282 г. се отказва от поста си и отива в Бремен. Там той става през 1307 г. архиепископ, но не е признат от папа Климент V и през 1310 г. малко преди смъртта си се отказва.
Със смъртта на Бернхард III фон Вьолпе линията на графовете на Вьолпе свършва по мъжка линия след повече от 200 години управление.